# The RH Factor
The RH Factor est un groupe de jazz-funk/neo soul américain ayant pour leader le trompettiste Roy Hargrove.

## Musiciens
- Roy Hargrove, trompette, bugle, chant.
- Renee Neufville, chant, clavier.
- Keith Anderson, saxophone.
- Jacques Schwarz-Bart, saxophone ténor.
- Bobby Sparks, clavier.
- Reggie Washington, guitare basse.
- Willie Jones III, batterie.

## Discographie
- Distractions (Verve, 2006)
- Strength [EP] (Verve, 2004)
- Hard Groove (Verve, 2003)